# 大平元宝
大平元宝（旧字体：大平󠄁元寶、たいへいげんぽう）は、奈良時代を記した正史に記録が見える銀銭。史料上では天平宝字4年（760年）に銅銭の万年通宝と金銭の開基勝宝とともに定められたことが確認されるが、正真の現物は発見されておらず「幻の銀銭」とされる。
なお、日本でも中国大陸でも史実で確認されないものの開基勝宝とともに発掘出土した銀銭の賈行は、この点で大平元宝と対照的な「謎の銀銭」である。

## 概要
大平元宝は、淳仁天皇治世下の『続日本紀』天平宝字4年3月16日（760年4月6日）の条に銭銘が現れる。
上の『続日本紀』に載る詔には、同時に発行された貨幣との交換比率が示されており、大平元宝10枚は開基勝宝（金銭）1枚分、また大平元宝1枚は万年通宝（銅銭）10枚分に当てると定められ、万年通宝は和同開珎（旧銭）10枚分とされている。これらの貨幣の発行権は前年に太政大臣に任ぜられた藤原仲麻呂（恵美押勝）に専制的に与えられた。万年通宝や開基勝宝などによる類推から、円形方孔の銭貨と推定される。

## 現存の確認状況
大平元寳が発掘調査で見つかった事例は報告されておらず、大正時代には某家、昭和3年（1928年）に唐招提寺で宝蔵から発見され伝わる2品が現存していた。3品が伝存するとする説もある。現在はその2品の拓本が伝わるのみで、現品は行方不明となっている。しかし拓本によれば銭文は何れも『続日本紀』に記された「大平元寳」ではなく「太平元寳」と表記されており、贋物説がある。一方で「大平」は「太平」と同じく天下太平を表す吉語であり、淳仁天皇の治世が太平であることを願ったものともされる。
2004年に出版された文献には、享保20年（1735年）、近衛家出入の摂津大坂の表具師、大友長門正峯が、近衛家から預かった大型佛画修理のため下軸を外したところ二枚の銀銭が出現し、表具完了と共に銀銭2枚を近衛公に持参した処、正直者よと褒められ1枚を下賜されたと伝わる大平元寳1枚の写真が掲載されている。この銀銭は1.48匁（5.55 グラム）で開基勝寳の半分程度の量目であるという。この銭文も「太平元寳」である。黒川古文化研究所に所蔵される1点は、「寳」字の「貝」内部が「○」になっており、また「大（太）」字第3画の跳ね方などからも8世紀に作成されたものとは考え難く、参考品とされている。
これとは別に、遼（契丹）の古銭にも「太平元寳」があり、この遼銭の「太平元寳」銀銭は前記の拓本と酷似しているため、発見された品が遼銭である可能性もある。また、この遼銭を使った「あの幻の銀銭が」的な詐欺取引にも注意が必要である。

## 確実な現存が未確認である理由
現存が僅少である、また確認されていないということから、当時一般流通は無かったとする推論を立てた上で、次のように説明されることがある。すなわち新規発行の銀銭（大平元寳）1枚を新銅銭（萬年通寳）10枚分として、萬年通寳に対して銀銭の1/10もの価値をもつ非常に有利な交換率を提示して、旧銅銭（和同開珎）10枚 = 新銅銭（萬年通寳）1枚の法外な比率を目立たなくし、新銅銭の価値感覚を高める目的、即ち貨幣価値・レートを設定する目的の「見せ金」に過ぎなかったとするものである。
実際にこの公定交換率で交換を実施すれば、萬年通寳から大平元寳への交換を希望する者が殺到するのは火をみるより明らかであり、律令政府の大平元寳の備蓄は直ちに底を付き、萬年通寳の流通に支障を来たすと考えられる。また和同開珎100枚分の価値に相当することから私鋳銭が現れることは必至であり、このことによる貨幣経済の混乱を避けるため、律令政府は大平元寳を流通に投じなかった、とする説もある。
また、利光三津夫は淳仁天皇の廃位に伴い大平元寳が破却されたのではないかとする見解を唱えた。
2017年には、奈良国立博物館列品室長の吉澤悟が、大平元寳が現存していない理由として、藤原仲麻呂の乱を起こして敗死した藤原仲麻呂と彼に連座して廃位された淳仁天皇の事績を打ち消したい称徳天皇がこれを回収させ、銀壺一対（現在は正倉院宝物）に鋳直させた上で東大寺に奉納したのではないかとする説を唱えた。

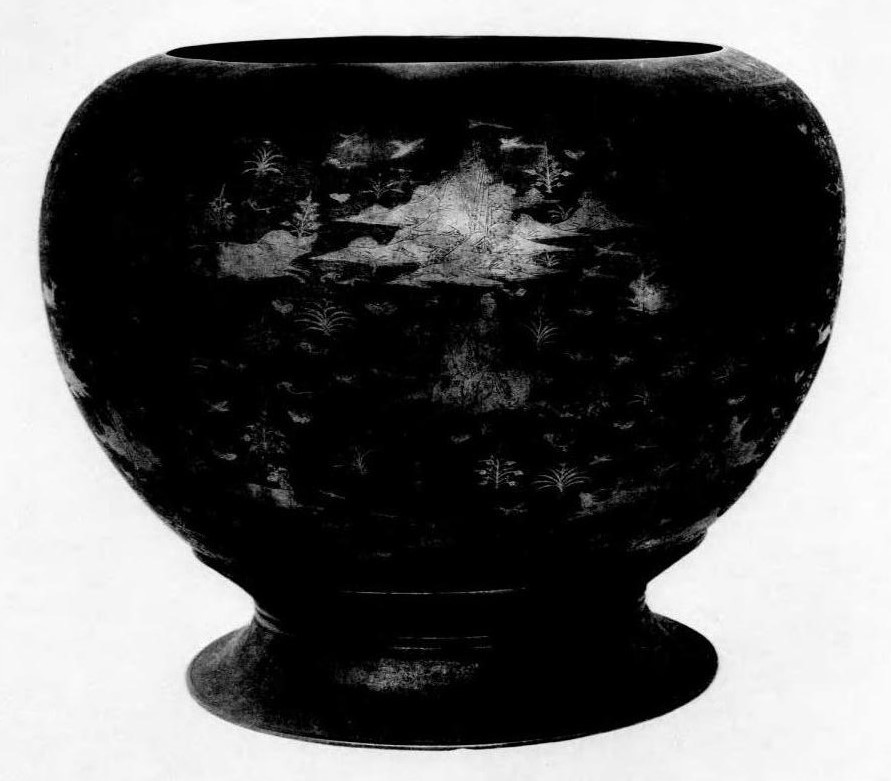
銀壺 甲
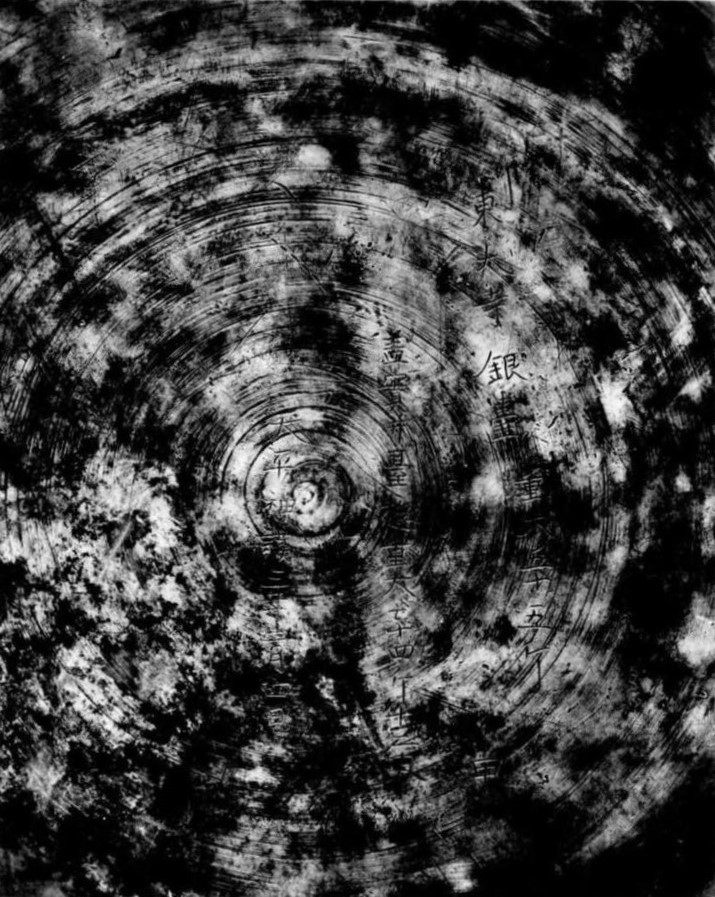
銀壺 甲の底銘
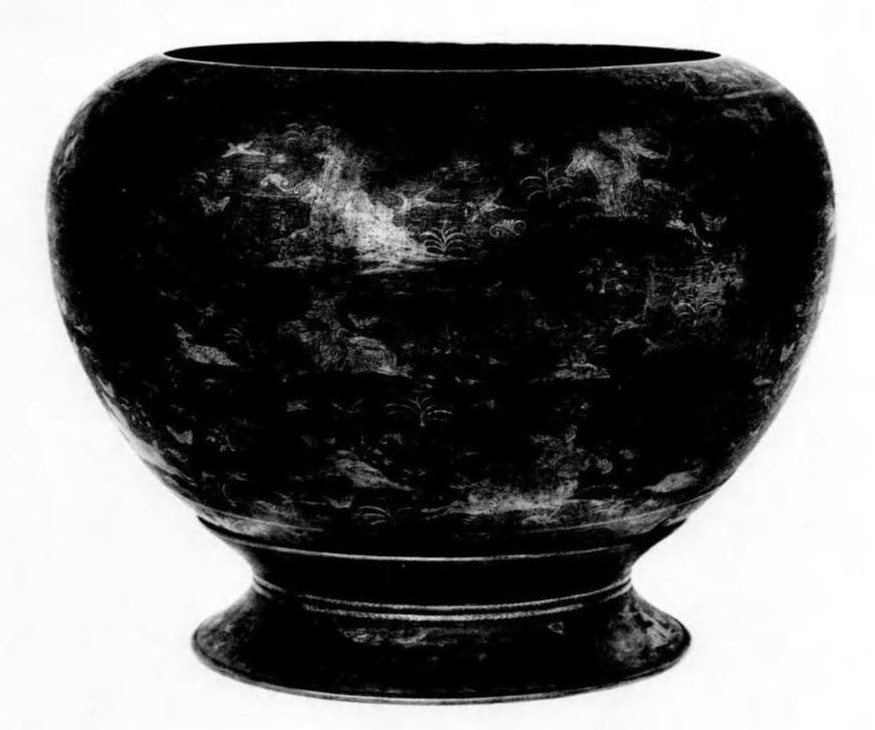
銀壺 乙
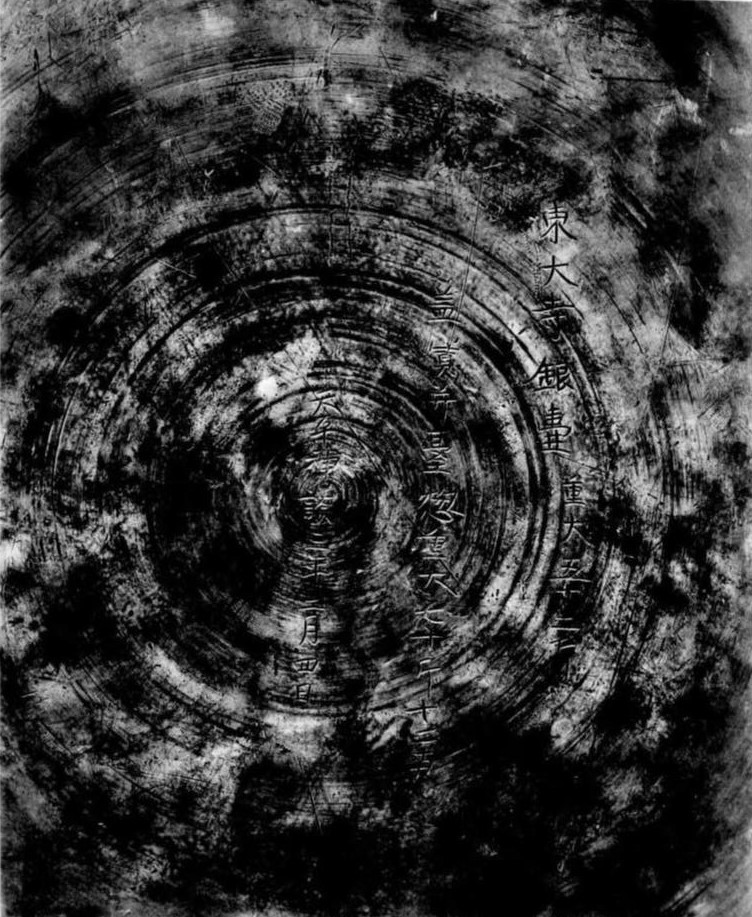
銀壺 乙の底銘